# San Pietro al Tanagro
San Pietro al Tanagro es una localidad y comune italiana de la provincia de Salerno, región de Campania, con 1.702 habitantes.

## Evolución demográfica
| Gráfica de evolución demográfica de San Pietro al Tanagro entre 1861 y 2001 |
|                                                                             |
| Fuente ISTAT - elaboración gráfica de Wikipedia                             |